# Rossertstraße 21 (Eppstein)

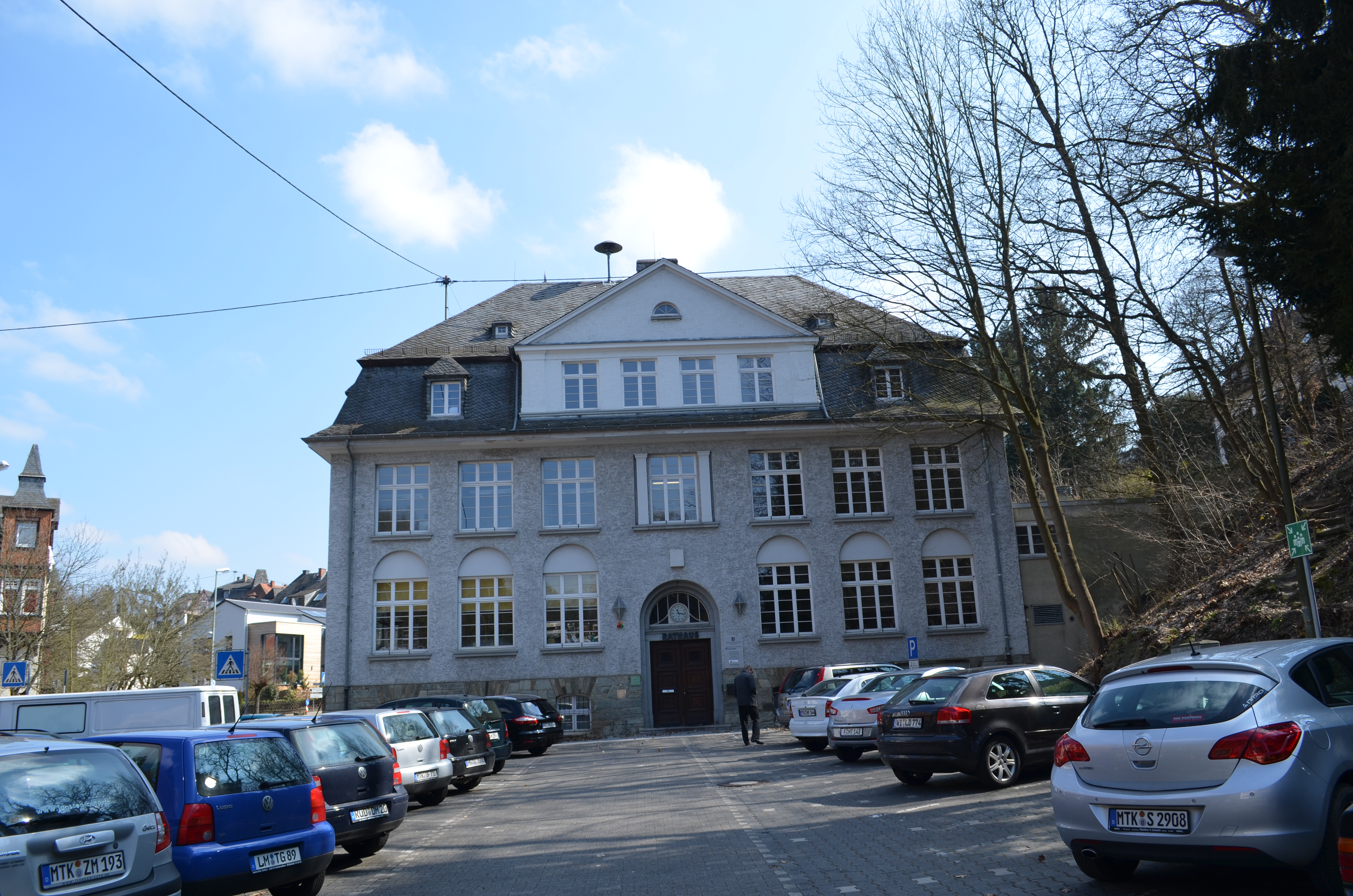
Rossertstraße 21

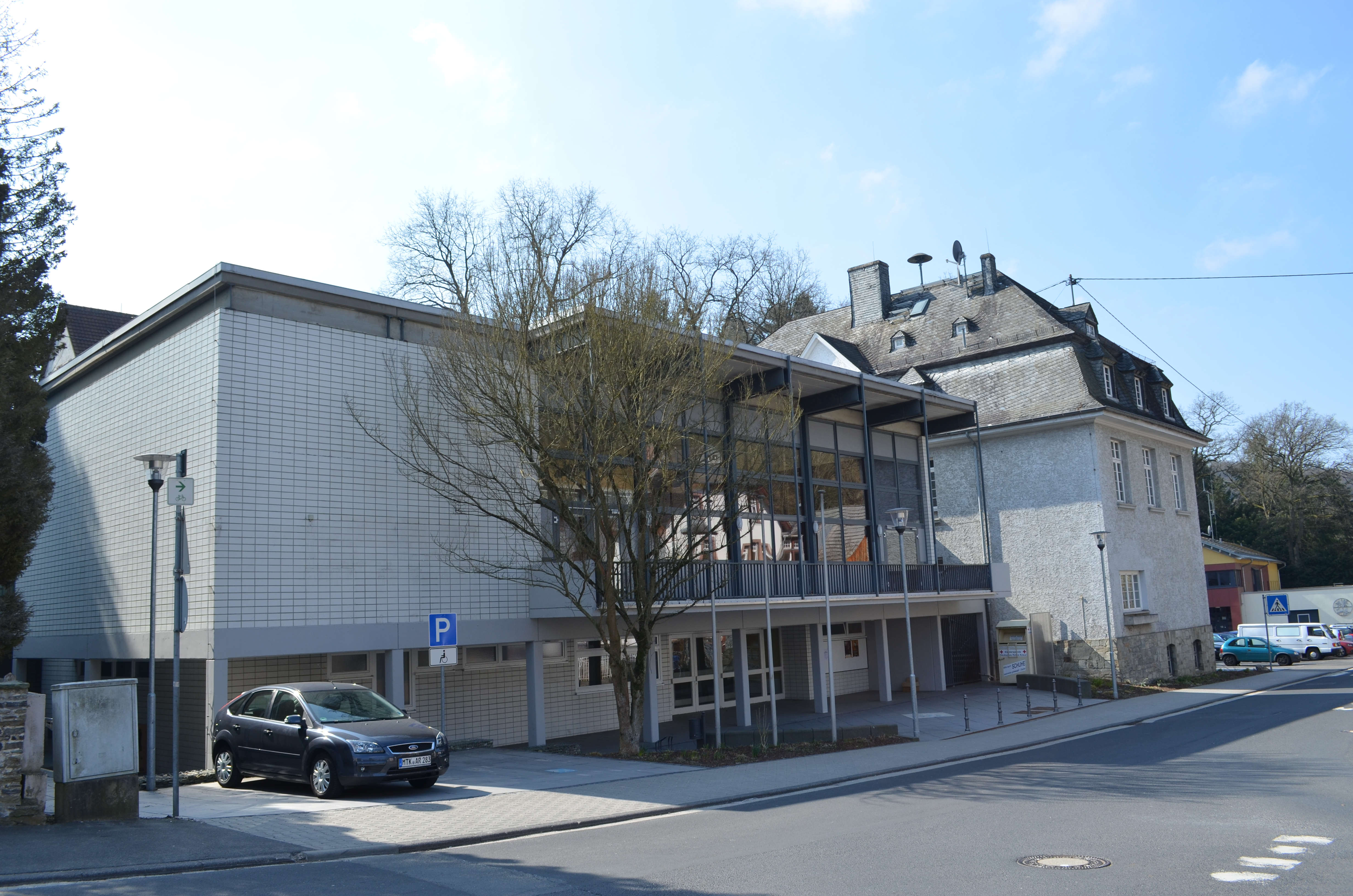
Rossertstraße 21, Rückseite

Das Gebäude Rossertstraße 21 in Eppstein wurde als Schule errichtet und wird heute als Rathaus II genutzt. Es steht als Kulturdenkmal unter Denkmalschutz.

## Schulgeschichte von Eppstein
Nach der Reformation wurde 1563/64 durch die evangelischen Landesherren, den Landgrafen Philipp von Hessen und den Grafen Ludwig von Stolberg eine erste Schule gegründet. Als Schulgebäude diente ein Haus im Wirtschaftshof der Burg, der Lehrer wurde aus aufgehobenen Kirchengütern der Talkirche bezahlt. Es handelte sich um eine evangelische Schule, an der bis 1780 Theologen unterrichteten, bevor sie eine erste Pfarrstelle erhielten. Katholische Kinder konnten die katholische Schule in Fischbach besuchen. Ab 1780 lehrten auch weltliche Lehrer. Das Schulgebäude wurde 1716 auf dem Platz der ersten Schule neu gebaut. Später wurden zusätzlich Räume im barocken Rathaus an der Talkirche genutzt, später wurde die Schule vollständig dorthin verlegt.
1803 wurde eine katholische Schule in Eppstein gegründet. Im Herzogtum Nassau wurden die konfessionellen Schulen durch die Simultanschule abgelöst. Entsprechend wurden auch die beiden Eppsteiner Kirchen zusammengelegt. 1928 wurde die neue Schule in der Rossertstraße 21 genutzt. 1965 wurde die Mittelpunktgrundschule in Vockenhausen gebaut und die Eppsteiner Schule damit aufgelöst. Seit 1969 wurde das Gebäude in der Rossertstraße als Rathaus genutzt und gleichzeitig ein Bürgerhaus angebaut.

## Gebäude
Das Gebäude der ehemalige Schule wurde nach Plänen des Architekten Wilhelm Weigandt aus Wiesbaden erbaut. Es handelt sich um ein zweigeschossiges, verputztes Gebäude auf Sandsteinsockelgeschoss. Es wird durch sieben Fensterachsen mit vergrößertem mittlerem Intervall und ein Mansarddach mit Walmgauben gegliedert. In den Geschossen der Frontseite unterschiedliche Fenstergestaltung, rundbogiger Abschluss im Erd-, rechteckig im Obergeschoss. Betonung der Mittelachse mit dem rundbogigen eingenischten Portal mit ehemaliger Schuluhr im Oberlicht, dem darübersitzenden Fenster mit flankierenden Pilastern und dem drei Achsen übergreifenden Zwerchhaus mit Pilasterrahmung, vier Fenstern und Frontispiz.
1968 wurde nach Plänen von Robert Kämpf aus Frankfurt das Bürgerhaus angebaut. Seit 1974 wird das Haus aus Rathaus II genutzt und enthält die Stadtbibliothek.